# The Gun Packer
The Gun Packer er en amerikansk stumfilm fra 1919 af John Ford.

## Medvirkende
- Ed Jones som Sandy McLoughlin
- Pete Morrison som Pearl Handle Wiley
- Magda Lane som Rose McLoughlin
- Jack Woods som Pecos Smith
- Hoot Gibson